# Crénon

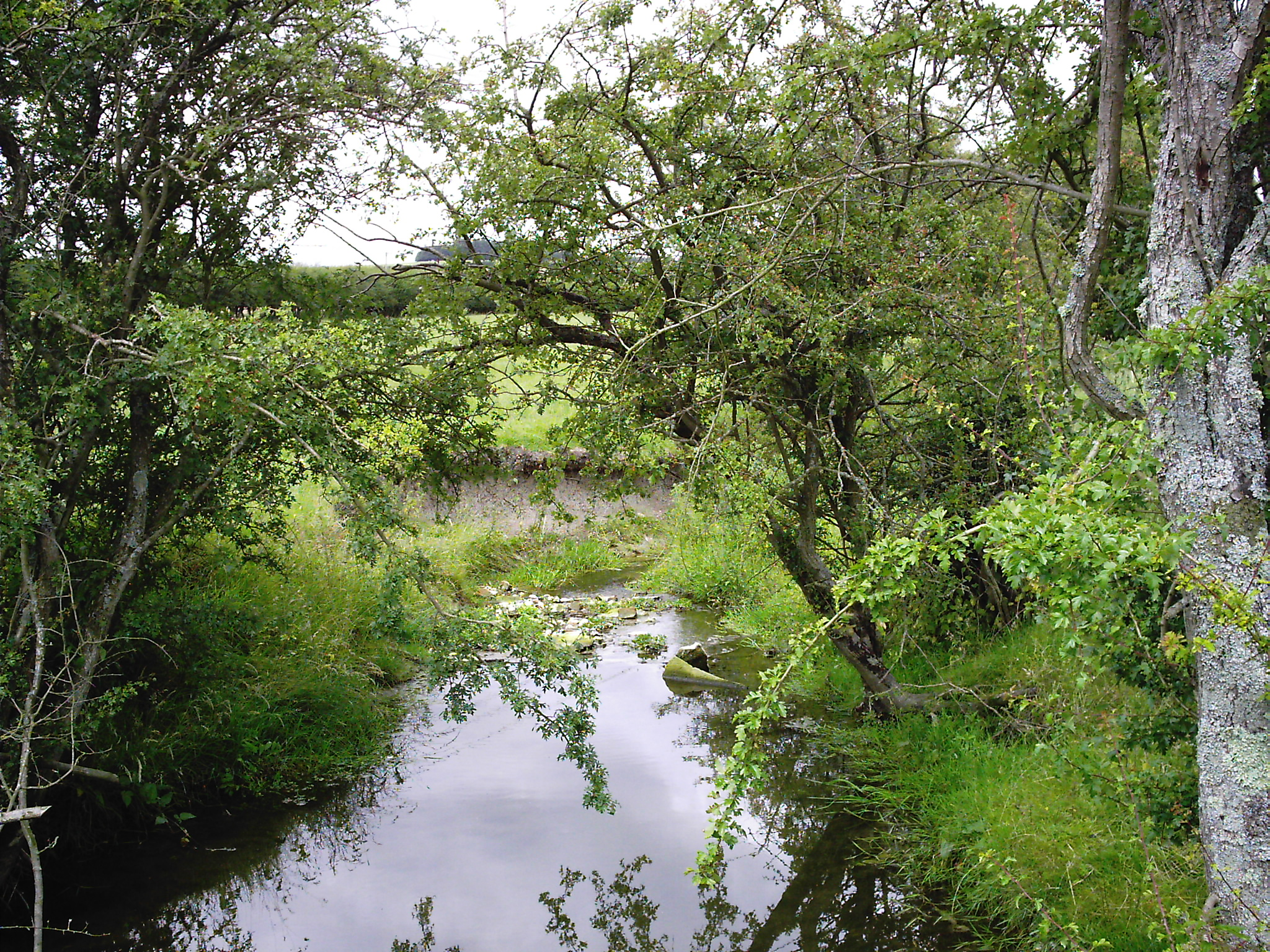
Crénon de la rivière Wey à Farringdon, Comté de Hampshire (Royaume-Uni)

En hydrologie et limnologie, le crénon est la zone des sources et de leurs émissaires comprenant les sources rhéocrènes,  les sources limnocrènes et les sources hélocrènes. Il complète le rhithron (partie supérieure des cours d'eau) et le potamon (partie inférieure).

## Description
La source rhéocrène est une source qui sort directement du sol.
La source limnocrène est le résultat du débordement d'un étang.
La source hélocrène est issue d'une zone marécageuse.